# Hubschraubersäge
Als Hubschraubersäge (auch Helikoptersäge genannt) wird eine Vertikal- oder auch Horizontalkreissäge bezeichnet, die an einem Hubschrauber mittels Tragrohr befestigt und zum Freischneiden von Freileitungen, Seilbahnen und Eisenbahnfahrleitungen in bewaldeten Trassen eingesetzt wird.

## Beschreibung Vertikalsäge
Die Helikoptersäge besteht aus Tank-, Antriebs- und Arbeitseinheit und dem mehrteiligen Tragrohr. Die Arbeitslänge der am Hubschrauber befestigten Systemaufhängung beträgt in der Regel rund 40 Meter und ist je nach Einsatzfall einstellbar. Die Bedienung des kompletten Systems erfolgt durch den Piloten. Im Innern des Rohres befinden sich ein Steuerkabel, über das sich die Säge aus dem Cockpit bedienen lässt, sowie ein Drahtseil, das bei einem allfälligen Rohrbruch die Säge halten würde.
Das Tankvolumen ist auf die Reichweite des Helikopters ausgelegt. Als Treibstoff wird Superbenzin mit Zweitaktöl im Mischungsverhältnis 1:50 verwendet.
Die Antriebseinheit besteht aus luftgekühlten Zweizylinder-Zweitaktmotoren mit einer Dauerleistung zwischen etwa 45 PS (33 kW) und 60 PS (44 kW), der über ein Getriebe und Wellen die Vertikalsäge antreibt, die mit 10 Hartmetall-Sägescheiben bestückt ist. Jedes Kreissägeblatt hat einen Durchmesser von rund 55 cm und rotiert mit einer Arbeitsdrehzahl von ca. 2000/min. Damit können Äste bis zu einem Durchmesser von rund 25 Zentimeter geschnitten werden. Die Einheit hat ein Gesamtgewicht von rund 450 Kilogramm.

## Beschreibung Horizontalsäge
Die Antriebseinheit ist im Gegensatz zur vertikalen Säge mit einem leistungsschwächeren Motor ausgestattet. Mit der am Hubschrauber hängenden Horizontalsäge werden Baumkronen geschnitten. Die vom Motor erzeugte Leistung wird über eine Fliehkraftkupplung und Riemen auf zwei gegenläufigen Kreissägeblätter mit einem Durchmesser von rund einem Meter übertragen. Es können Stämme mit einem Durchmesser von rund 20 Zentimeter abgesägt werden.

## Einsatz
Der verwendete Hubschrauber hat seitlich eine durchsichtige Ausbuchtung; durch diese Spezialtür kann der Pilot den Sägevorgang beobachten. Während der gesamten Arbeitszeit der Helikoptersäge steht ein Koordinator am Boden im Funkkontakt mit dem Piloten. Er informiert den Piloten über eventuelle Gefahrenpunkte und gibt Informationen über die Distanz der Säge zum Boden oder Hindernissen. Die Verkehrssicherungspflichten werden gemeinsam mit dem Betreiber der Trassen festgelegt.

## Anwendungen
- Stromleitungstrassen aller Spannungsbereiche
- Trassen von Kabinenbahnen, Sessel- und Ski-Liften
- Eisenbahnoberleitungen
- Pipelinetrassen der Öl- und Gasversorgungswirtschaft
- Öffentliche und private Straßen
- Wege und Waldschneisen
- Kronenrückschnitt als zusätzliche Waldbrandprophylaxe